# Лінь Шу
Лінь Шу (*林紓, 8 листопада 1857 —9 жовтня 1927) — китайський письменник-есеїст, драматург, перекладач, художник, каліграф часів падіння династії Цін та початку Китайської республіки.

## Життєпис
Походив з родини середнього статку. Народився у м. Фучжоу, провінція Фуцзянь. В дитинстві звався Ціньнань. У 1862 році пішов до приватної школи. Виявив здібності до навчання. У 1897 році склав провінційні іспити та здобув освітній ступінь цзюйжень. Був призначений на посаду завідувача питаннями освіти повітового рівня. Після переїзду в Ханчжоу 1899 року викладав у лекторії «Дунчен цзянше» у Ханчжоу, у школі «Цзюйцзін Ванчен».
Підтримував консераваторів, виступав проти реформістів. Не прийняв сінхайську революцію 1911–1912 року, яка повалила династію Цін. Втім залишився на державній службі. З цього моменту усю увагу переключив на роботу над перекладами та літературною діяльністю. У 1918 році виступив проти нової китайської культури. Не підтримав рух «4 Травня». Тоді ж перебирається до Пекіна, де служить колишньому імператорі Пуї. У 1919 році у шанхайській газеті «Сіньшеньбао» опублікував оповідання «Сон демона» та «Цзін Шен», у яких критикував і засуджував «Рух за нову культуру».

## Творчість
Лінь Шу іноземних мов не знав. Перекладав з усних підрядків на стародавню мову, адаптуючи текст, тому користувався пошаною серед національної інтелігенції. З 1898 року, коли Лінь Шу переклав ромав О. Дюма-сина «Дама з камеліями», до 1920-х років, Лінь Шу опублікував переклади китайською близько 200 творів англійських, французьких, американських, російських, норвезьких, шведських, бельгійських, іспанських, японських письменників. Він уперше відкрив для Китаю багатьох класиків світової літератури. Лінь Шу робив вільні переклади-перекази на веньянь, вельми яскраві та емоційні, що залишили слід у китайській літературі тієї епохи.
Значну увагу також приділяв передмовам (сюй), які за своїм характером наближалися до публіцистичних статей і памфлетів. Його передмови до своїх перекладів творів різних авторів відрізняються не тільки великою емоційністю, а й полемичністю постановки проблем, що мають безпосереднє відношення до китайської дійсності.
Деякий час Лінь шу звертався до створення п'єс. Тематика їх була переважно історична, найвідомішою є драма «Перлина Хефу».
У живописі був прихильником традиційної школи, його стиль близький Ван Юню. Художник непогано володів мистецтвом каліграфії та часто писав на своїх картинах довгі тексти, а також склав низку
робіт з теорії живопису.